# Ne s’aimer que la nuit
Ne s’aimer que la nuit – singel Emmanuela Moire promujący album Le chemin, wydany 29 sierpnia 2013 przez Mercury Records.
Singel notowany był na 32. miejscu walońskiego zestawienia sprzedaży Ultratop 50 Singles w Belgii, a także 72. pozycji na liście Top Singles & Titres we Francji.
Premiera teledysku do piosenki odbyła się w dniu wydania singla, a wyreżyserował go Christophe Charrier.

## Lista utworów
- Promo, digital download[1]

1. „Ne s’aimer que la nuit” – 4:03

## Pozycja na liście sprzedaży
| Kraj    | Notowanie (2013)     | Najwyższa pozycja |
| ------- | -------------------- | ----------------- |
| Belgia  | Ultratop 50 Singles  | 32                |
| Francja | Top Singles & Titres | 72                |